# Station Malaunay-Le Houlme
Station Malaunay-Le Houlme is een spoorwegstation in de Franse gemeente Le Houlme.